# 森永康子
森永 康子（もりなが やすこ、1959年 -　）は、教育心理学者。学位は博士（教育心理学）（広島大学・1999年）。広島大学教授。

## 来歴
広島県生まれ。広島市立大手町中学校卒業。広島県立広島皆実高等学校卒業。広島大学教育学部卒業。1987年同大学院教育学研究科博士課程後期退学。99年「女性の就労行動と仕事に関する価値観」で博士（教育心理学）。1988年安田女子短期大学講師、助教授、1997年神戸女学院大学人間科学部助教授、教授、2012年広島大学教育学研究科教授。生涯発達心理学、ジェンダーの心理学。

## 著書
- 『女性の就労行動と仕事に関する価値観』風間書房 2000
- 『女らしさ・男らしさ ジェンダーを考える』北大路書房 心理学ジュニアライブラリ、2002

### 共編著
- 『ジェンダーの心理学 「男女の思い込み」を科学する』青野篤子,土肥伊都子共著 ミネルヴァ書房 1999
- 『はじめてのジェンダー・スタディーズ』神戸女学院大学ジェンダー研究会共編 北大路書房 2003

### 翻訳
- R.K.アンガー編著『女性とジェンダーの心理学ハンドブック』青野篤子,福富護監訳 日本心理学会ジェンダー研究会訳 北大路書房 2004
- L.バブコック, S.ラシェーヴァー『そのひとことが言えたら… 働く女性のための統合的交渉術』北大路書房 2005
- サンドラ・ハーディング『科学と社会的不平等 フェミニズム、ポストコロニアリズムからの科学批判』北大路書房 2009
- ポーラ・J.&ジェレミー・B.カプラン『認知や行動に性差はあるのか 科学的研究を批判的に読み解く』北大路書房 2010

## 論文
- Cinii

## 注
1. ↑  学位授与番号乙第5524号。
2. ↑  本人ウェブサイト、J-GLOBAL